# BusyBox
BusyBox – program komputerowy łączący funkcje podstawowych narzędzi Uniksa w jednym pliku wykonywalnym. BusyBox używany jest w zastępstwie pakietu GNU Coreutils w małych, jednodyskietkowych lub wbudowanych systemach zgodnych z POSIX. BusyBox jest wolnym oprogramowaniem, rozprowadzanym na licencji GNU GPL w wersji 2.
Działanie programu jest zależne od tego, pod jaką nazwą zostanie wywołany. BusyBox uruchomiony np. poprzez dowiązanie symboliczne o nazwie sh będzie działał w sposób analogiczny do programu o tej samej nazwie w typowym środowisku uniksowym, czyli w tym wypadku – do powłoki systemowej sh.
Autorzy programu BusyBox nazywają go „uniwersalnym scyzorykiem dla wbudowanego Linuksa”.